# Otto Münsterberg
Otto Münsterberg (geboren 15. Mai 1854 in Berlin; gestorben 8. August 1915 in Danzig) war ein deutscher Kaufmann und liberaler Politiker. Er war 1903–1908 und 1913–1915 Abgeordneter im Preußischen Landtag für die Freisinnige Vereinigung bzw. Fortschrittliche Volkspartei.

## Leben
Otto Münsterberg war ein Sohn des jüdischen Holzkaufmanns Moritz Münsterberg (1825–1880) und der Rosalie Bernhardy. Unter seinen Geschwistern waren der Armutswissenschaftler Emil Münsterberg (1855–1911), der Psychologe Hugo Münsterberg (1863–1916) und der Druckereibesitzer Oskar Münsterberg (1865–1920). Er besuchte das Städtische Gymnasium Danzig, dann die Handelsakademie. Münsterberg übernahm 1880 als ältester Sohn das Holz-Exportgeschäft seines Vaters in Langfuhr. Er wurde zum Kommerzienrat ernannt und zum Richter am Handelsgericht bestellt. Er engagierte sich in der Kommune als Armenpfleger und wurde 1891 Mitglied der Danziger Stadtverordnetenversammlung, in der er 1901 zum stellvertretenden Stadtverordnetenvorsteher gewählt wurde (bis 1910).
Seit 1893 war er Mitglied der Freisinnigen Vereinigung und der Nachfolgerin Fortschrittliche Volkspartei und gehörte von 1903 bis 1908 und von 1913 bis zu seinem Tode für den Wahlkreis Danzig dem Preußischen Abgeordnetenhaus an. Im Parlament sprach er zu Fragen der Wirtschaftspolitik, zum Erziehungswesen und den Hochschulen sowie zur Kunstpolitik.
Durch die Ehe mit Charlotte Schirmacher (1861–) war er mit der Frauenrechtlerin Käthe Schirmacher verschwägert, die er finanziell unterstützte.

## Schriften (Auswahl)

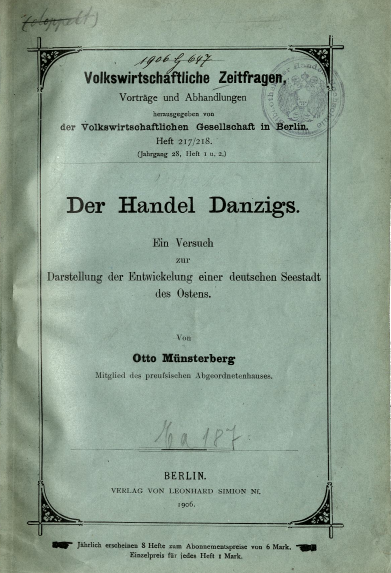
Der Handel Danzigs (1906)

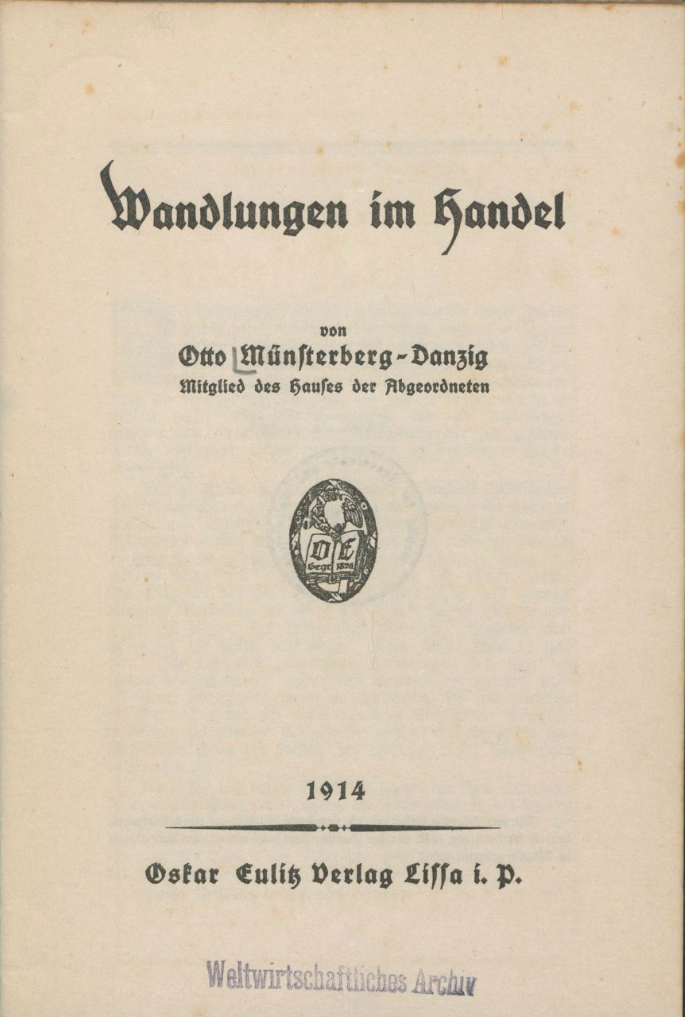
Wandlungen im Handel (1914)

- Der Handel Danzigs : ein Versuch zur Darstellung der Entwickelung einer deutschen Seestadt des Ostens. Berlin : Simion, 1906
- Die Bekämpfung der Animierkneipen. Vortrag. Berlin : Mässigkeits-Verlag, 1908
- Prostitution und Staat. Vortrag. Leipzig : Barth, 1908
- Die Bodenpolitik Danzigs. Danzig : A. W. Kafemann, 1911
- Vor vierzig Jahren : Streifzüge in die Entwickelung des Danziger Handels unter Benutzung von Erinnerungen aus der Lehr- und Jugendzeit. Danzig : Kafemann, 1911
- Amerikanische Eindrücke. Danzig : Kafemann, 1912
- Die wirtschaftlichen Verhältnisse des Ostens. Berlin : Simion, 1912
- Wandlungen im Handel. Lissa : Eulitz, 1914
- Festrede geh. bei d. städt. Gedenkfeier, z. Erinnerung an d. Befreiung Danzigs vor 100 Jahren von Otto Münsterberg, 1914 zu Danzig. Danzig : Kafemann, 1914